# Jorge Darío Florentín
Jorge Darío Florentin (Paraguay, 8 de junio de 1993) es un  futbolista paraguayo que juega como Arquero en el club Porvenir de la Primera División de la Liga Mariano Roque alonzo Paraguay